# New York Stock Exchange

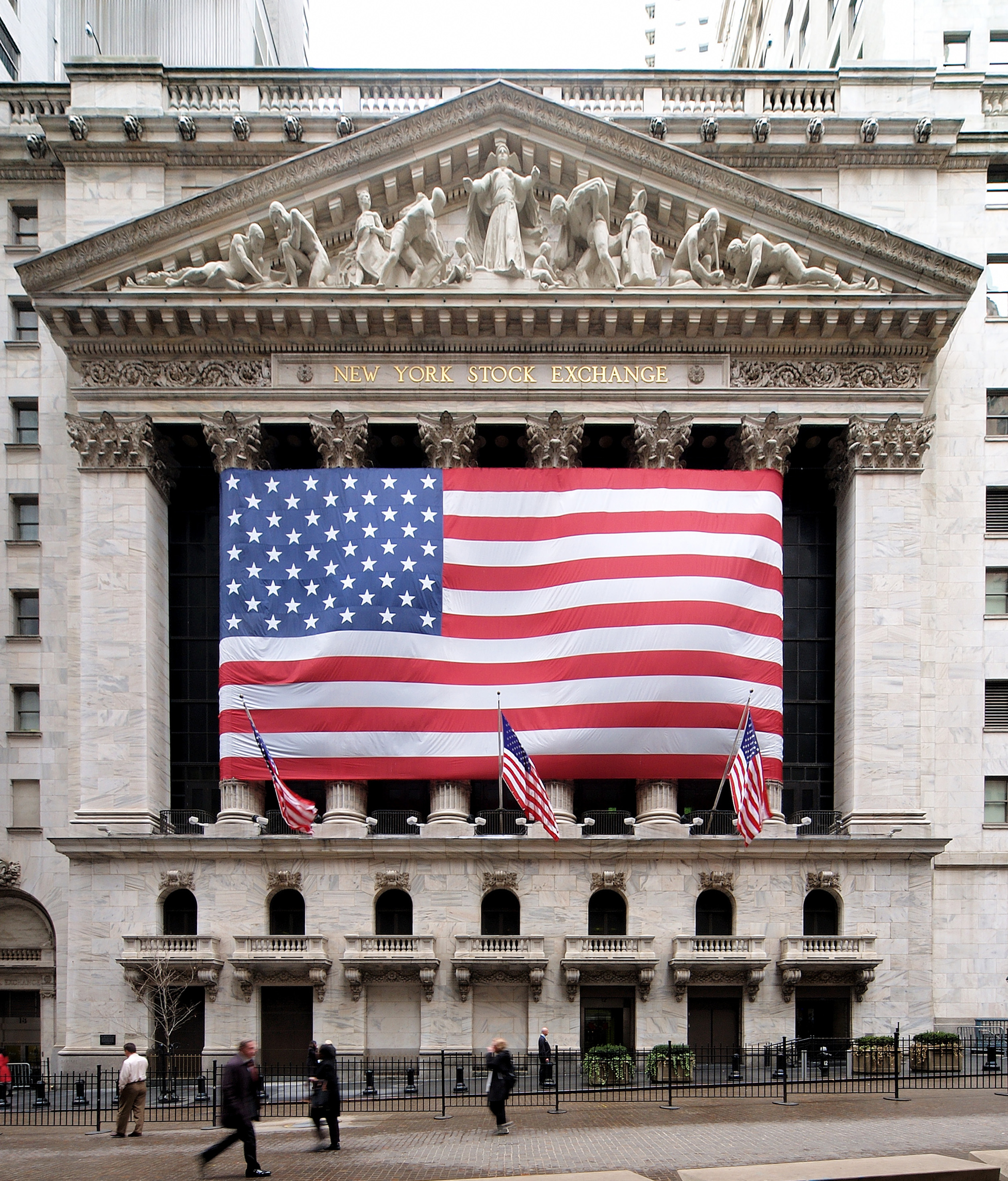
Façade van de New York Stock Exchange

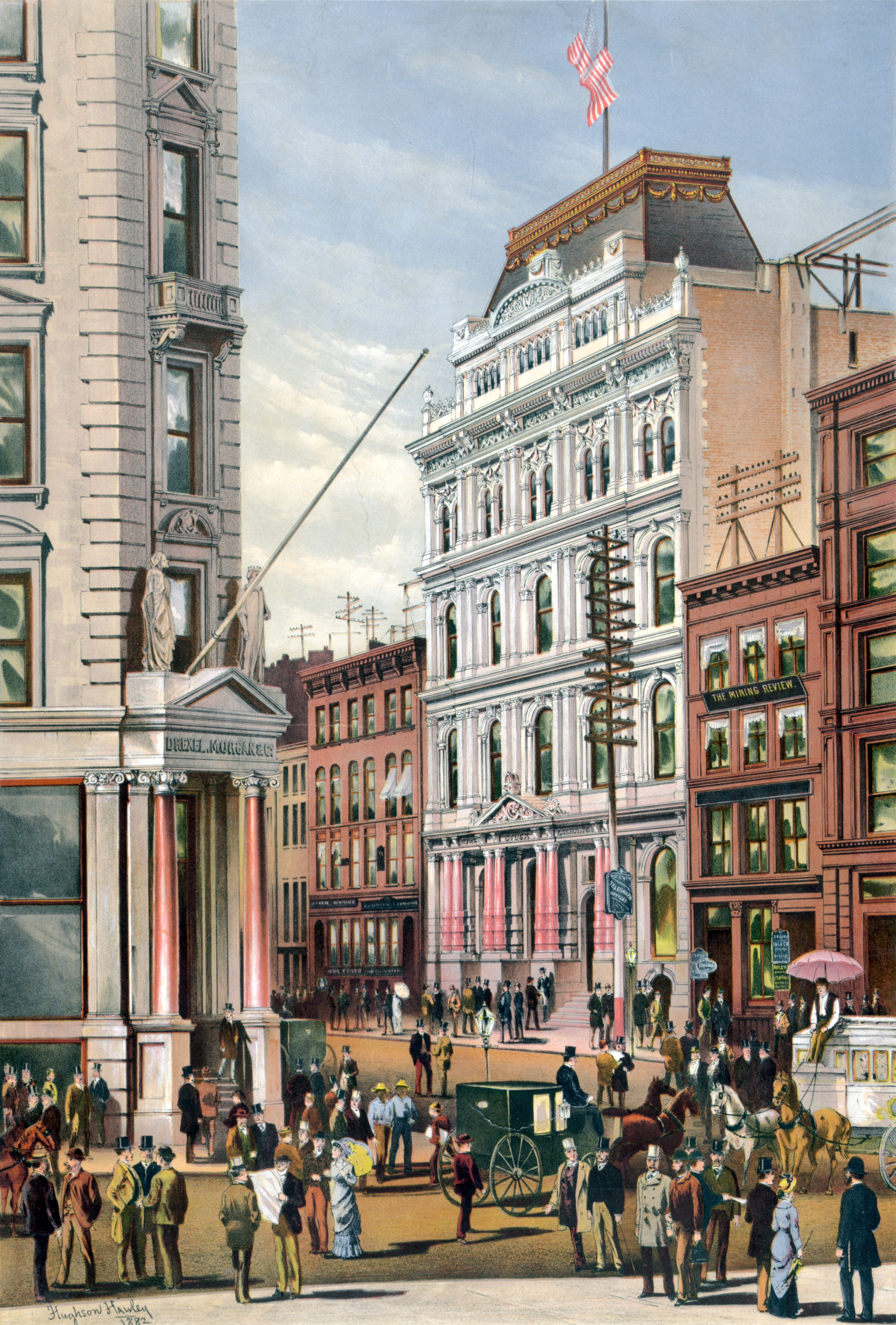
Het beursgebouw in 1882, 10–12 Broad Street

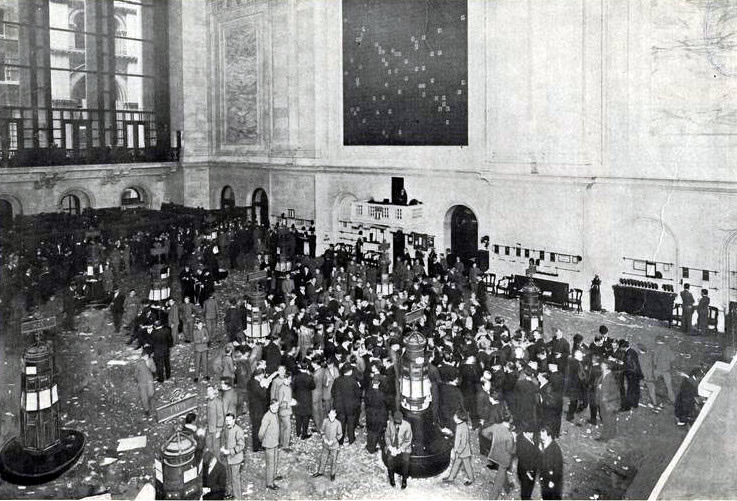
De beursvloer in 1908

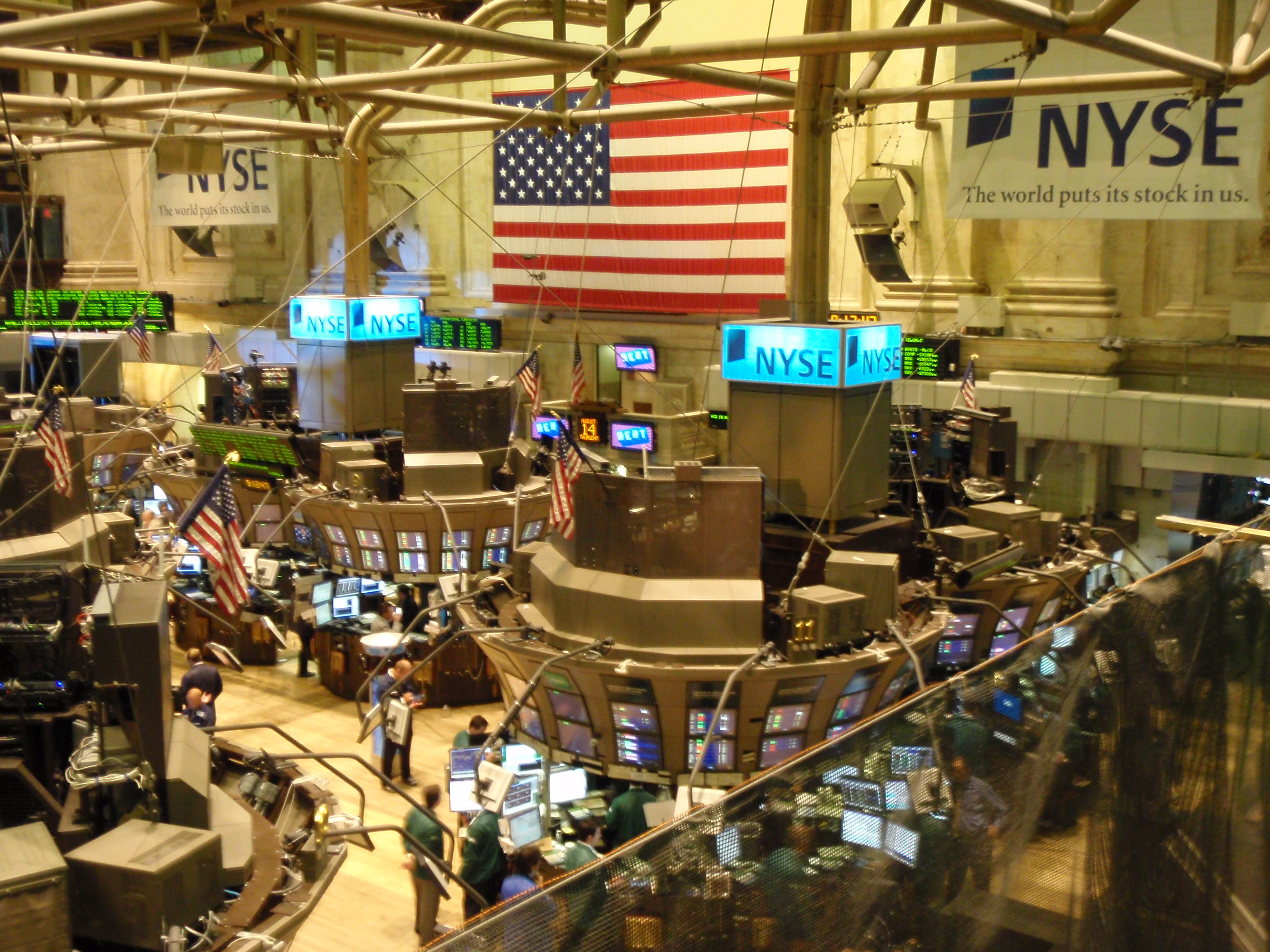
De beursvloer in 2008

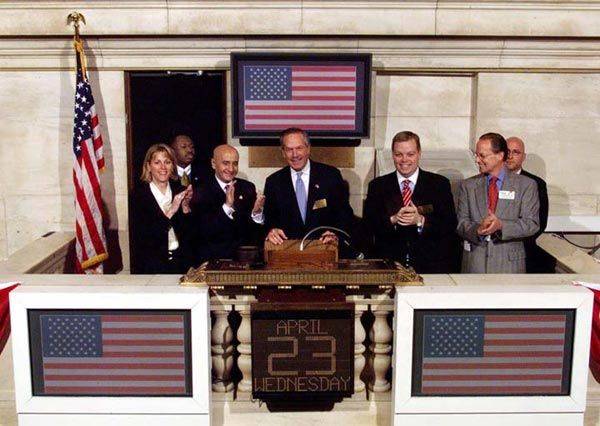
Opening van de beurs op 23 april 2003, door middel van een slag op de beursgong

De New York Stock Exchange (NYSE) is gemeten naar marktkapitalisatie de grootste aandelenbeurs ter wereld. In aantal noteringen en verhandelde aandelen is het de nummer twee na de schermenbeurs NASDAQ. NYSE kwam in november 2013 in handen van de Intercontinental Exchange (ICE). Het hoofdkantoor in New York is gevestigd op Broad Street 18 op Lower Manhattan in de stad New York in de gelijknamige Amerikaanse staat. (Dit moet niet verward worden met de gebouwen, zoals dat op Wall Street, waar de handel plaatsvindt.)

## Traditionele vloerhandel
In tegenstelling tot wat het geval is bij de meer virtuele beurzen (zoals de NASDAQ), was er bij de handel die onder de NYSE valt altijd sprake van directe communicatie tussen personen, dus op dezelfde fysieke locatie. Er was één "podium" voor elk op de beurs verhandeld aandelenfonds. Beursleden die namens hun klanten een bepaald aandeel willen kopen of verkopen gaan naar het betreffende podium (pit), waar een zogenoemde specialists de transacties doen. Dit gaat soms gepaard met rumoer en hectiek, die weergegeven zijn in verschillende films, waaronder Wall Street van Oliver Stone.
Tegenwoordig hanteert de beurs een hybride model waarbij zowel handel plaatsvindt via schermen als via de specialists op de vloer. Veruit het grootste deel van de handel verloopt anno 2007 via de schermen.

## Geschiedenis

### Het begin
Het begin van de NYSE gaat terug tot de ondertekening, op 17 mei 1792, van het Buttonwood Agreement, een overeenkomst getekend door 24 aandelenhandelaren. Dit gebeurde onder een Buttonwood-boom voor een gebouw op Wall Street 68. Op 8 maart 1817 schreef de organisatie een eerste statuut en werd de naam New York Stock & Exchange Board aangenomen. Het statuut bevatte regels voor de transacties en de board kreeg ook het recht boetes uit te delen als de regels werden overtreden. De nieuwe beurs huurde een kamer op Wall Street 40, voor US$ 200 per maand in 1817, waar de makelaars twee keer per dag bijeenkwamen. Er waren 30 aandelen en obligaties te verhandelen en vanaf een podium riep de president de naam van elk effect. De makelaars riepen dan de prijzen en of ze het effect wilde kopen of verkopen vanuit de stoelen die hen waren toegewezen. Dit was de oorsprong van de term 'zetel' (seat) zoals het lidmaatschap van de NYSE wordt aangeduid.
Het aantal effecten dat verhandeld werd nam belangrijk toe. Banken, verzekeringsmaatschappijen en spoorwegen gaven aandelen uit om hun activiteiten te financieren. Tegen het einde van de Amerikaanse burgeroorlog werden er al meer dan 300 verschillende effecten verhandeld. In 1863 veranderde de naam in de huidige.

### Verhuizing naar eigen gebouw
In 1865 verhuisde de beurs naar een eigen gebouw aan Broad Street. Door de toegenomen handel werkte de oude handelsmethode niet meer. De effecten werden toegewezen aan specifieke locaties op de open handelsvloer en de makelaars verhandelde de effecten zonder tussenkomst van de president. In 1870 werd ook het luiden van de bel, aanvankelijk een gong, gebruikt om de opening en sluiting van de handel aan te geven. De eerste telefoons verschenen in 1878 in het beursgebouw. Op 15 december 1886 werden voor het eerste meer dan een miljoen effecten op een dag verhandeld. Door de toegenomen handel was de beursvloer te klein geworden en in 1903 verhuisde de beurs naar een nieuw gebouw met een grotere handelsvloer.
Op 24 oktober 1929 daalden de koersen van de effecten fors, dit was het begin van de beurskrach van 1929. Die dag werden meer dan 16 miljoen effecten verhandeld, een record dat 39 jaar stand zou houden. De beurs hield zelf toezicht op de handel, maar het Amerikaanse congres besloot een eigen toezichthouder op te richten, de Securities and Exchange Commission (SEC) waarvan de activiteiten op 6 juni 1934 van start gingen. Op 1 oktober 1934 werd de beurs erkend als nationale beurs door de SEC. De organisatie werd vanaf toen geleid door een voorzitter en een bestuur van 33 leden. Op 18 februari 1971 werd het huidige bedrijf gevormd, dat nog slechts 25 bestuursleden telt.
Van dinsdag 11 september tot vrijdag 14 september 2001 was de beurs gesloten als gevolg van de terroristische aanslagen van die dinsdag. De beurs was in de twee eeuwen daarvoor nog nooit eerder zoveel opeenvolgende werkdagen achter elkaar dicht gebleven.

### Fusie met Archipelago
Op 21 april 2005 kondigde NYSE aan dat ze gaan fuseren met een schermenbeurs Archipelago uit Chicago. De leden van de New Yorkse beurs stemden in december 2005 voor de fusie en kregen 70% van de aandelen in handen. Hierdoor worden twee belangrijke struikelpunten binnen de beurs opgelost: ten eerste het feit dat er nog steeds gewerkt wordt met een leden-systeem, in plaats van met aandeelhouders. Door de fusie met het aan de NASDAQ beursgenoteerde Archipelago, zal NYSE ook gelijk beursgenoteerd zijn en werken met aandeelhouders.  Een tweede punt is het feit dat NYSE nog steeds met een echte beursvloer werkt. Door de fusie met Archipelago, die werkt via een computersysteem, zal NYSE beschikken over de benodigde technologie om ook over te stappen op een systeem van handelen via computerschermen. In 2007 verliep al meer dan 70% van de transacties via computerschermen, en neemt het percentage dat nog via de handelsvloer verhandeld wordt steeds verder af.

### Bod op Euronext
Op 2 juni 2006 deed NYSE een overname bod op Euronext. Door de samenvoeging ontstond de grootste beurs ter wereld. Uiteindelijk kwam de fusie er in april 2007; NYSE betaalde US$ 10 miljard voor Euronext. De twee beursbedrijven gingen samen verder onder de naam NYSE Euronext.

### Overname door ICE
In december 2012 maakte de Amerikaanse grondstoffen- en energiebeurs Intercontinental Exchange (ICE) bekend NYSE Euronext over te willen nemen. ICE werd in 2000 opgericht en is groot geworden met de handel in grondstoffen en rentederivaten. ICE bood 6,5 miljard euro in aandelen en geld. Het hoofdkantoor van het nieuwe beursbedrijf komt in Atlanta, waar het hoofdkantoor van ICE staat. Op 12 november 2013 werd de overname van NYSE Euronext afgerond. Na de overname zijn de beurzen op het Europese vasteland verzelfstandigd en zijn verder gegaan onder de oude naam Euronext.
Vanaf 1 juni 2018 is Stacey Cunningham benoemd tot nieuwe voorzitter van de NYSE. Ze is de eerste vrouw die deze functie bekleedt in de 226 jaar dat het bedrijf bestaat. In december 2021 besloot ze op te stappen. Op 3 januari 2022 werd ze opgevolgd door Lynn Martin.